# Beatrice (Alabama)
Beatrice – miasto w Stanach Zjednoczonych, w stanie Alabama, w hrabstwie Monroe. W roku 2023 miasto zamieszkiwało 200 osób, a gęstość zaludnienia wynosiła 57,1 osoby/km².